# Wright Cyclone
Wright Cyclone — семейство авиационных, поршневых радиальных двигателей воздушного охлаждения корпорации Wright Aeronautical, позднее — Curtiss-Wright, производившееся в 1930—1940 годах. Буква «R» в наименовании модели означает звездообразную конструкцию, четырёхзначное число после него — объём в кубических дюймах, второе число — количество цилиндров.

## Представители семейства
- Wright R-1820 Cyclone 9 — однорядный девятицилиндровый. Был создан в 1925 году как развитие Pratt & Whitney P2, производился по лицензии в Испании как Hispano-Suiza 9V или Hispano-Wright 9V, а также в СССР как М-25.

- Wright R-2600[англ.] Cyclone 14 (Twin Cyclone) — двухрядный 14-цилиндровый. Создан в 1935 году как более мощная версия популярного R-1820. Имел двухрядную конструкцию и стал одним из основных авиационных военных двигателей времён ВМВ. Устанавливался, в частности на самолёты Douglas A-20 Havoc, North American B-25 Mitchell, Grumman TBF Avenger, Curtiss SB2C Helldiver и Martin PBM Mariner.

- Wright R-3350[англ.] Cyclone 18 (Duplex Cyclone) — двухрядный 18-цилиндровый. создан в 1937 году, производился до 1957 года, устанавливался на Boeing B-29 Superfortress, Douglas A-1 Skyraider, Lockheed P-2 Neptune, Lockheed C-121 Constellation.

- Wright R-1300[англ.] Cyclone 7 — однорядный семицилиндровый двигатель, созданный в 1942 году и по сути являвшийся однорядной версией R-2600.

- Wright R-4090 Cyclone 22 — двухрядный 22-цилиндровый. Было построено три прототипа, предназначенных для конкуренции с мощными двигателями Pratt & Whitney. Разработка была свёрнута в пользу программы R-3350[1].

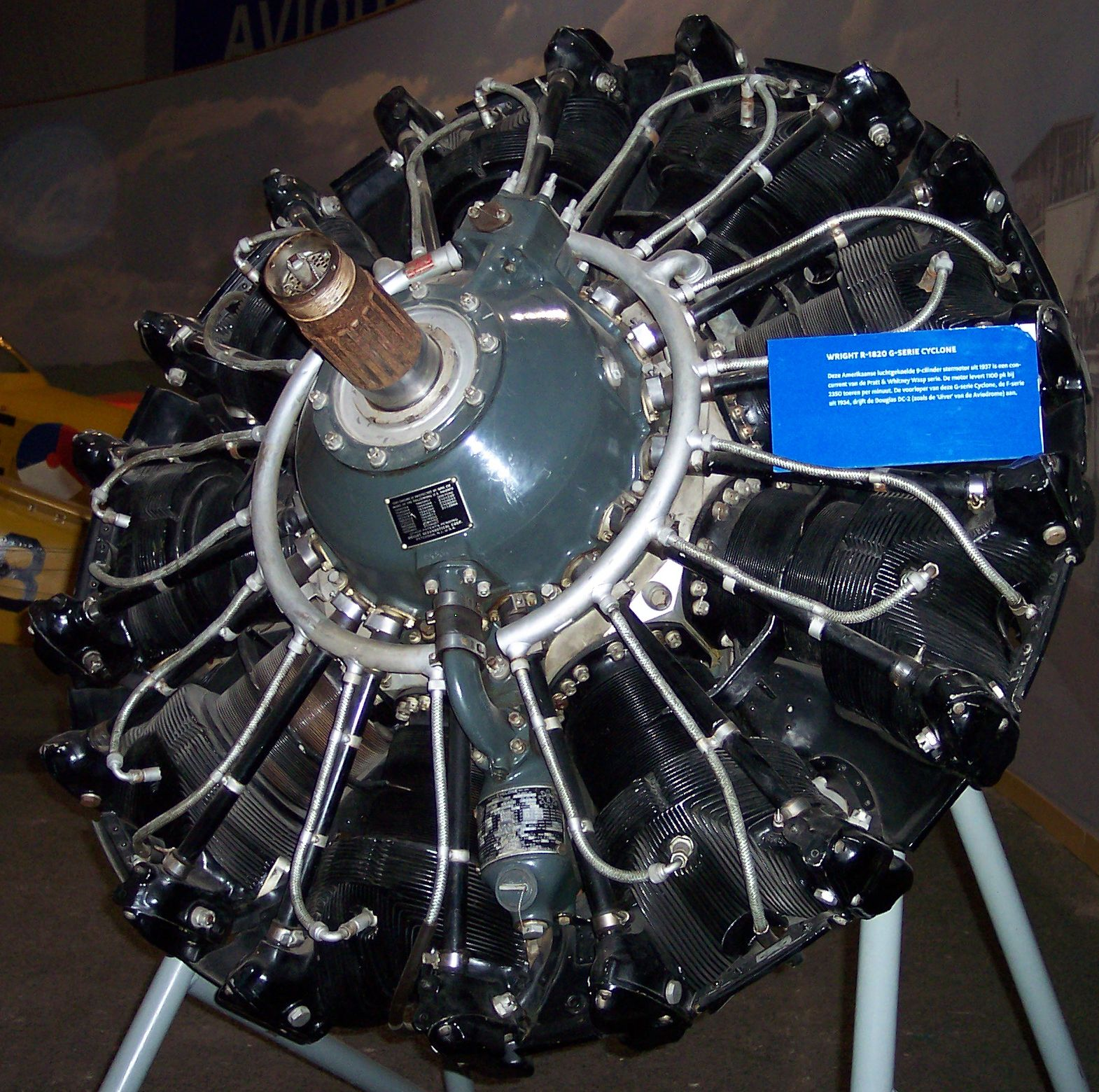
Wright R-1820
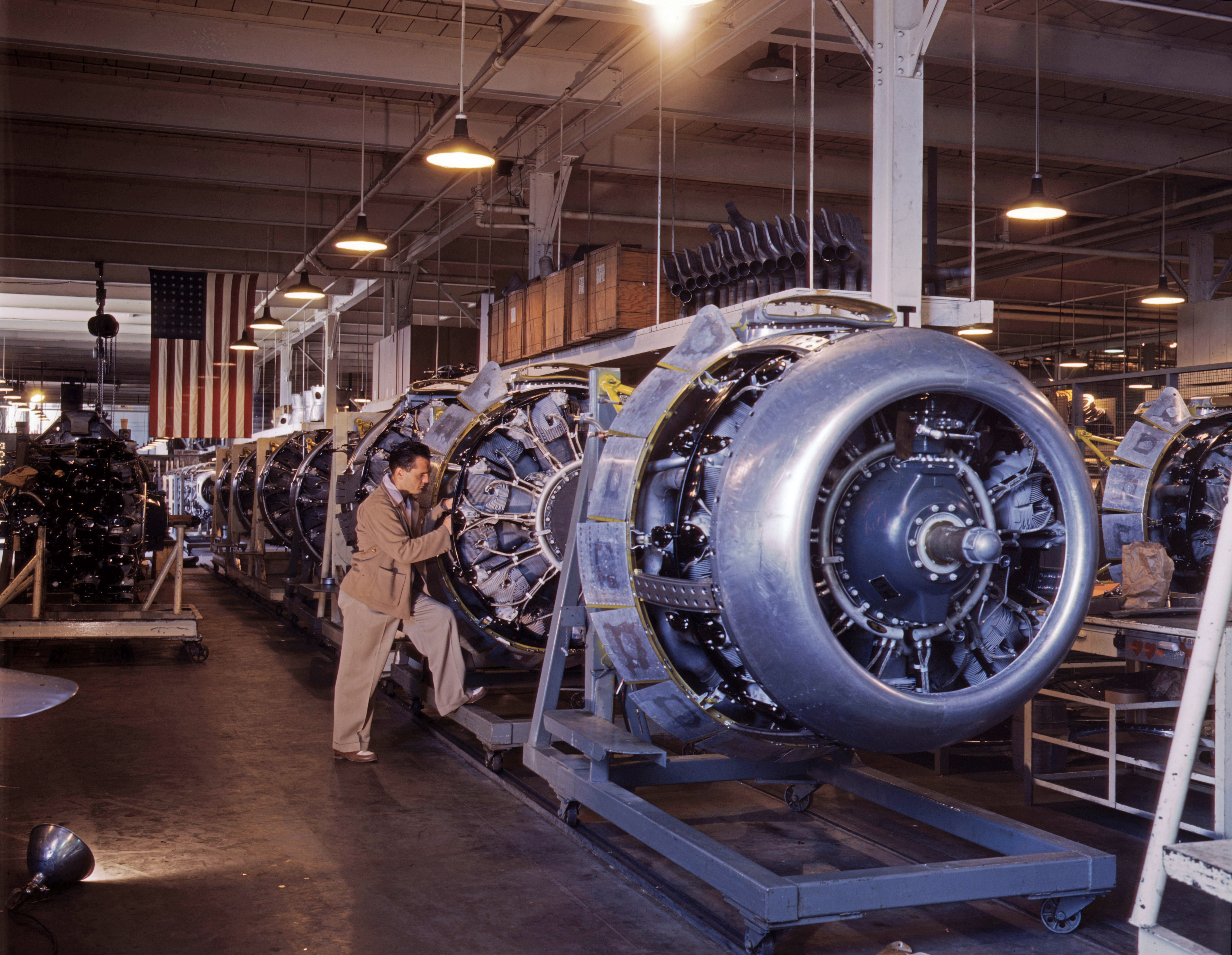
Моторы Wright R-2600 на заводе, 1942 год